# Ascogaster aurea
Ascogaster aurea är en stekelart som beskrevs av Shaw 1983. Ascogaster aurea ingår i släktet Ascogaster och familjen bracksteklar. Inga underarter finns listade.